# Антиганг
«Антиганг» («Antigang») — французький бойовик 2015 року, знятий режисером Бенжаменом Роше, з Жаном Рено у головній ролі.

## Сюжет
Бувалий коп Бюрен не любить правил. Щоб тримати під жорстким контролем злочинний світ, його бойова група полюбляє використовувати методи, що виходять за рамки закону. З приходом нового боса їм доводиться трохи зменшити свій запал і діяти підпільно. Спроба зупинити пограбування банку обертається кривавою лазнею і запеклою перестрілкою просто на вулицях Парижа, за що Бюрена усувають від служби. Усвідомивши, що наліт був лише початком набагато більшої злочинної операції, він вирішує діяти.

## У ролях
- Жан Рено — Серж Бюрен
- Катеріна Муріно — Марго
- Альбан Ленуар — Картьє
- Тьєррі Невік — Беккер
- Штефі Сельма — Річчі
- Умар Діо — Ману
- Якоб Седергрен — Каспер
- Карл Амуссу — Реда
- Сабріна Уазані — Надя
- Джесс Ляудін — Ваакед
- Феодор Аткін — Танкред
- Жан-Туссен Бернар — Булез
- Себастьян Лаланн — Дженове
- Стівен Скардіккіо — Федор
- Міхаель Труде — Зіда
- Фредерік Дессен — Жамарт
- Венсан Гатіно — Грегуар

## Знімальна група
- Режисер — Бенжамен Роше
- Сценаристи — Франсуа Лубейр, Джон Годж, Нік Лав
- Оператор — Жан-Франсуа Енсжен
- Композитор — Лоран Перес
- Художник — Лор Лепеллей-Монбіллар
- Продюсери — Аллан Нібло, Джеймс Річардсон